# Chloropsis kinabaluensis
Chloropsis kinabaluensis е вид птица от семейство Chloropseidae.

## Разпространение
Видът е разпространен в Индонезия и Малайзия.